# Nitrospiràcies
Les nitrospiràcies (Nitrospiraceae) és una família de bacteris inclosa al seu propi fílum (Nitrospirae). El primer membre d'aquesta família fou descobert el 1995 en un tub de ferro corrogut d'un sistema de calefacció de Moscou. El bacteri fou anomenat Nitrospira moscoviensis i és un organisme gramnegatiu oxidant del nitrogen amb una morfologia helicoidal de mida 0,9-22 μm x 0,2-0,4 μm.